# Nikolaï Albertovitch Hubert
Nikolaï Albertovitch Hubert (en russe : Никола́й Альбе́ртович Гу́берт) est un musicien russe, théoricien, professeur, critique musical et directeur du Conservatoire de Moscou, né le 7 mars 1840 (19 mars 1840 dans le calendrier grégorien) à Saint-Pétersbourg et mort le 26 septembre 1888 (8 octobre dans le calendrier grégorien) à Moscou.

## Biographie
Nikolaï Albertovitch Hubert naît le 7 mars 1840 (19 mars 1840 dans le calendrier grégorien) à Saint-Pétersbourg,.
Son père, Albert Hubert, est compositeur, et Nikolai étudie le piano dès son enfance, puis au Conservatoire de Saint-Pétersbourg à partir de 1863, avec Anton Gerke (piano), Nikolai Zaremba (théorie et composition) et Anton Rubinstein (harmonie et orchestration). C'est durant cette période qu'il devient ami avec Tchaïkovski, l'un de ses condisciples,,.
Après avoir obtenu son diplôme en 1868, Hubert s'installe à Kiev, où il est professeur de chant choral et de théorie musicale pour la branche locale de la Société musicale russe de 1869 à 1870, et travaille brièvement comme chef lyrique à Odessa,,.
En 1870, Nikolaï Rubinstein, directeur du Conservatoire de Moscou, le nomme professeur de théorie musicale, où il retrouve Tchaïkovski. Avec le décès soudain de Rubinstein en 1881, Hubert devient le directeur du conservatoire. Cependant, en 1883, à la suite d'un conflit avec Max Erdmansdörfer, qui enseigne alors la direction d'orchestre au conservatoire, il démissionne de toutes ses fonctions. Il n'est réintégré comme professeur au conservatoire qu'en 1885, avec le soutien actif de Tchaikosvky, et y enseigne jusqu'à sa mort,,.
Au cours des années 1870 à 1880, il est également critique musical, notamment pour les revues Chronique contemporaine et La Gazette de Moscou,,.
Nikolaï Hubert meurt le 26 septembre 1888 (8 octobre dans le calendrier grégorien) à Moscou,. Son épouse Aleksandra Hubert (1850-1937) était également pianiste et a arrangé pour le piano de nombreuses œuvres orchestrales de Tchaïkovski.